# Antònia Ferreras Bertran

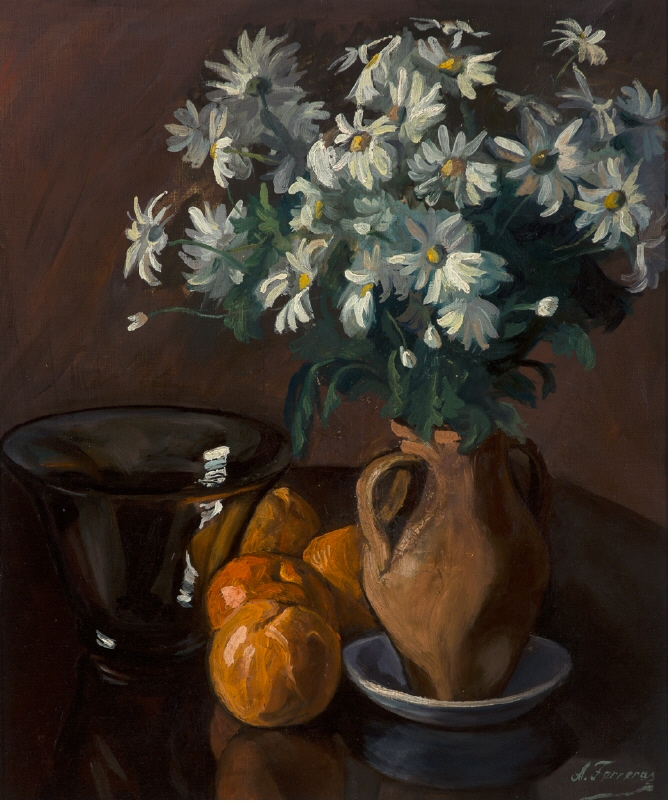
Flors, cap a 1935. Museu Jaume Morera.

Antònia Ferreras Bertran   (Lleida, 13 de juny de 1873 - Barcelona i Lleida, 21 de novembre de 1953) va ser una pintora i il·lustradora catalana. Coneguda per les seves pintures de flors, va destacar pel tractament del color, d'una gran sensibilitat i profunditat.

## Biografia
Formada a l'Escola Superior de Belles Arts de Barcelona, va ser una pintora de flors. Va pintar amb diferents tècniques com l'oli o l'aquarel·la, i va experimentar amb tota mena de formats, de vegades apaïsats. També va pintar sobre ras. Va aprofitar la seva formació i va anar més enllà: es va professionalitzar i va compatibilitzar la seva carrera artística amb la vida familiar i una intensa i compromesa activitat social.
A finals del segle xix va participar en la segona, tercera i quarta edicions de l'Exposició General de Belles Arts de Barcelona, organitzades per l'Ajuntament de la ciutat, que es van presentar al Palau de Belles Arts. En la tercera edició (1896) hi va presentar l'oli titulat Flores i en la quarta (1898) les obres Claveles i L'ultim servey. Durant aquells anys també va ser una de les artistes de les exposicions femenines que la Sala Parés va organitzar entre 1896 i 1900. En la primera d'elles, l'any 1896, va mostrar un pom de crisantems i una natura morta de fruites. En aquesta mateixa sala, junt amb les pintores Visitació Ubach i Júlia Puiggarí, va exposar l'abril de 1896.
Paral·lelament, va participar en l'Exposició Hispano-Francesa de 1895, en la que va ser guardonada amb la medalla de plata, a l'Exposició d'Arts i Indústries de Mèxic l'any 1896, on també va obtenir medalla, i a l'Exposició Nacional de Belles Arts de 1897, en la qual va presentar dues pintures de flors: Flores de Abril i Claveles.
Durant les primeres dècades del segle xx i fins als inicis de la Guerra Civil, fou força activa a nivell expositiu. Va presentar diverses exposicions individuals, com la del 1910 al Faianç Català, i va participar en exposicions col·lectives. Així, en l'Exposició Internacional d'Art de Barcelona del 1907 va presentar l'obra Flores i el 1911 va mostrar una aquarel·la titulada Delicias a la VI Exposició Internacional d'Art de Barcelona. El 1912 va participar en l'Exposició d'Artistes Lleidatans, i els anys 1918 i 1919 va prendre part a l'Exposició d'Art de Barcelona. En l'edició de 1918 hi va presentar una obra titulada Abril i en la de 1919 l'obra Flors. També va exposar pintures de flors en el saló de floricultura que tenia el Sr. Batlle al carrer de Pau Claris el 1919, a les Galeries Laietanes el 1920, i els anys 1921 i 1928 va prendre part en les exposicions col·lectives organitzades per les Galeries El Siglo.
En aquells anys formava part del cercle d'artistes i intel·lectuals properes a la revista Feminal. Amb les pintores Lluïsa Vidal, M. Lluïsa Güell i Pepita Texidor va organitzar una protesta per a poder exposar a les sales que, fins aleshores, estaven monopolitzades pels artistes. Va ocupar el càrrec de secretària del Comitè Femení Pacifista de Catalunya (CFPC), una organització antibèl·lica creada l'any 1915, presidida per Carme Karr i del qual eren vocals les pintores Lluïsa Vidal i M. Condeminas de Rosich. El seu objectiu era unir les veus de les dones d'Espanya amb les de les afectades pel conflicte bèl·lic i va esdevenir el primer comitè pacifista espanyol.
Amb molt bona acollida, el mateix 1919 va exposar una selecció de dinou obres al Saló Sabater de Terrassa. Dos anys més tard, cedia tres ventalls pintats amb motius florals per a ser subhastats entre les alumnes de l'Escola d'Economia Domèstica de la mateixa ciutat.
El 1920 exposava individualment a les Galeries Laietanes i el 1924 al Saló Nancy de Madrid, on el Museu d'Art Modern, la família reial i nombrosos col·leccionistes van adquirir les seves taules. El 1926 va participar en l'exposició celebrada a la Sala Parés i el març de 1928 de nou va presentar una exposició individual a les Galeries Laietanes. El 1929 va prendre part en l'Exposició Internacional d'Art de Barcelona i el 1930 va mostrar la seva obra altre cop a la Sala Parés, juntament amb els artistes Eveli Palá i Vicenç Solé Jorba. El 1934 va fer una altra exposició individual a la Federació Industrial i Mercantil de València.
Com a dibuixant col·laborà en revistes barcelonines i també elaborà postals per l'empresa vienesa Nodomanski. A part de la seva carrera artística, va exercir el càrrec de presidenta de l'associació benèfica Amparo maternal (1930) i de l'escola de l'assistència social per a la dona.
Es conserva obra de Ferreras al Museu d'Art Jaume Morera (Lleida), al Museu Nacional d'Art de Catalunya, a la Biblioteca-Museu Víctor Balaguer (Vilanova i la Geltrú) i al Museo del Prado (dipositada al museu municipal de Màlaga).

## Obres destacades
- 1899 - Crisantems (oli sobre tela), conservada a la Biblioteca Museu Víctor Balaguer.[21]
- 1924 - Claveles rojos (oli sobre tela), conservada al Museo del Prado.[22]
- c. 1926 - Cistell de flors (oli sobre tela), conservada al Museu d'Art Jaume Morera.[21]
- 1935 - Flors (oli sobre tela), conservada al Museu d'Art Jaume Morera.[21]